# Петко Милев (Страшникът)
Петко Милев (Страшникът) е български националреволюционер и търговец.

## Биография
Петко Милев е роден през 1819 или 1824 г. в град Тетевен. Заможен кожар и търговец.
Член-учредител на Тетевенския частен революционен комитет и негов касиер от 1871 г. Заедно с Димитър Общи и Станьо Врабевски организира Арабаконашкия обир и финансира начинанието. След разкриването на обира е арестуван и разследван от Софийска извънредна следствена комисия. Осъден на вечно заточение в Диарбекир.
Успява да избяга заедно със Станьо Врабевски, Бойчо Русев и Константин Доганов (1876). Установява се в Румъния. По време на Руско-турската война (1877 – 1878) е в състава на Българското опълчение.
Умира в Тетевен през 1889 г. В родния му град е издигнат негов паметник.